# Adrián Biniez
Adrián Biniez (Buenos Aires, 28 agosto 1974) è un regista cinematografico, sceneggiatore e attore argentino.

## Biografia
Nel 2009 il suo film Gigante  ha vinto l'Orso d'argento, gran premio della giuria.

## Filmografia parziale
- 8 horas (2006) - cortometraggio
- Total disponibilidad (2008) - cortometraggio
- Gigante (2009)
- El 5 de talleres (2014)